# Toyosi Olusanya
Olutoyosi Tajudeen Oludamilola Olusanya, meglio noto come Toyosi Olusanya (Lambeth, 14 ottobre 1997), è un calciatore inglese, attaccante degli Houston Dynamo.

## Caratteristiche tecniche
È un esterno destro.

## Carriera
Dopo aver giocato nei settori giovanili di vari club dilettantistici trascorre la stagione 2015-2016 nelle giovanili dei londinesi dell'AFC Wimbledon; il 7 maggio 2016 esordisce in prima squadra (nella quarta divisione inglese), subentrando dalla panchina nei minuti finali dell'1-0 casalingo ai danni dei gallesi del Newport County: nell'occasione, sette minuti dopo il suo ingresso in campo si guadagna un calcio di rigore e lo trasforma, risultando così decisivo per la partita e segnando la sua prima rete tra i professionisti. Non trovando ulteriore spazio con i Dons, nel novembre del 2016 viene ceduto in prestito per un mese al Kingstonian, club di Isthmian League (settima divisione inglese), dove gioca 7 partite (4 in campionato e 3 in FA Trophy) senza mai segnare. Nell'estate del 2017 viene per un breve periodo inserito nella rosa della formazione Under-23 del Reading, con cui di fatto rimane però solamente in prova; dopo un provino anche con il Wolverhampton ed uno con il Cheltenham Town, alla fine il 2 dicembre 2017 si accorda con i semiprofessionisti dei Walton Casuals, militanti in Isthmian League South Division (ottava divisione): dopo una rete in 6 presenze, nel febbraio del 2018 lascia il club per andare a giocare in Southern Football League Division One East (sempre ottava divisione) al Fleet Town, con cui segna 2 reti in 8 incontri di campionato disputati. Il 23 marzo 2018 lascia dopo nemmeno due mesi di permanenza anche questo club per firmare un contratto con il Gosport Borough, in Southern Football League (settima divisione): gioca in questa categoria sia in questa stagione (8 presenze senza reti) che nella successiva (9 presenze senza reti, con la maglia del Cheshunt). Nella stagione 2020-2021 sale in National League South (sesta divisione) al Billericay Town: termina la stagione (chiusa molto prematuramente per via della pandemia di Covid-19, che già aveva concluso anzitempo la precedente annata calcistica) con una rete in 7 presenze.
Nell'agosto del 2021 l'attaccante sale di ben quattro categorie, firmando un contratto con il Middlesbrough, club di seconda divisione. Nel corso della stagione 2021-2022 gioca 3 partite di campionato con il Boro, che in aggiunta lo impiega con regolarità nella sua formazione Under-23: la sua stagione è tuttavia fortemente condizionata da una frattura al metatarso, che ne limita l'impiego.
Il 17 giugno 2022 si trasferisce in Scozia, al St. Mirren, club di prima divisione; nella stagione 2022-2023 trova poco spazio in campo (gioca una sola partita in campionato e 4 partite in Coppa di Scozia), mentre nella stagione 2023-2024 è titolare fisso e con 6 reti in 35 partite giocate contribuisce alla qualificazione alla successiva edizione della Conference League del club bianconero: nella stagione 2024-2025 segna 2 reti in 4 presenze nei turni preliminari della competizione in oggetto, a cui poi aggiunge altre 8 reti in 31 presenze nella prima divisione scozzese. A fine stagione viene ceduto in MLS agli Houston Dynamo.